# Felden (herb szlachecki)

Felden – herb szlachecki.

## Opis herbu
W polu czerwonym złota gałązka oliwna.
Klejnot: dwie złote gałązki palmowe.